# Integrazione latinoamericana
L'integrazione latinoamericana (o latinoamericanismo) è un ideale politico e sociale che auspica e sostiene uno stretto coordinamento, relazione, associazione e cooperazione tra i Paesi dell'America Latina sulla base delle loro affinità politiche, sociali, economiche e culturali.
Lo scopo consiste nel promuovere in un insieme di azioni al fine di consolidare i rapporti tra i Paesi anche attraverso un'unione economica e politica, rinunciando a parte dei loro poteri di governo, in un progetto per alcuni aspetti simile all'idea originaria dell'Unione europea.

## Storia

### Guerre d'indipendenza ispanoamericane
Terminata la prima fase della lotta per l'indipendenza nelle colonie spagnole d'America, ci furono diversi tentativi di formare una confederazione tra le neonate repubbliche. Alcuni tentativi furono la Grande Colombia (1819-1831), le Province Unite dell'America Centrale (1823-1824), la Repubblica Federale dell'America Centrale (1824-1839) e la Confederazione Perù-Bolivia (1836-1839), ma tutte fallirono per la fragilità delle istituzioni e per gli interventi stranieri da parte di Gran Bretagna, Germania, Francia e Stati Uniti, interessate nel riempire il vuoto di potere lasciato dalla Spagna.
Così, non poté mai essere realizzato il progetto federativo auspicato dal libertador Simón Bolívar promosse nel 1826 al Congresso di Panama, il primo di una serie di congressi latinoamericani che ebbero luogo senza successo per tutto il XIX secolo.
Gli Stati Uniti seppero approfittare del mancato successo di questi tentativi di integrazione, e convocarono la Prima Conferenza Panamericana a Washington nel 1889, portando alla creazione nel 1890 dell'Organizzazione degli Stati americani, sotto l'egida statunitense.

### Le conferenze panamericane
Nella prima metà del XX secolo, le Conferenze Panamericane, promosse dagli Stati Uniti, plasmarono un sistema di scambio commerciale tra i Paesi d'America, nonché la creazione di legislazione e diplomazia tesa ad affermare la supremazia statunitense sui Paesi americani.
Per cercare di rispondere al controllo esercitato dagli Stati Uniti sull'OSA, alcuni Paesi latinoamericani iniziarono a sviluppare organizzazioni di integrazione alternative, tra cui l'Associazione latinoamericana di libero scambio (ALALC), l'Associazione latinoamericana di integrazione (ALADI, 1960-1980) e il Sistema economico latinoamericano e caraibico (SELA, 1975) e le organizzazioni intergovernative come la Comunità andina delle Nazioni (CAN, 1969) e il Mercato comune meridionale (Mercosur, 1991).

### Nel XXI secolo
Un punto di svolta avvenne con la creazione da parte del presidente venezuelano Hugo Chávez dell'Alleanza Bolivariana per le Americhe (ALBA, 2004), grazie ad essa sono stati conclusi accordi energetici, economici, politici, culturali e sociali importanti tra i membri, volti a raggiungere un'indipendenza economica dagli Stati Uniti. Altri leader che hanno dimostrato sforzi per l'integrazione regionale e internazionale e il rafforzamento dell'integrazione interna dell'America Latina sono stati Néstor Kirchner e Cristina Fernández in Argentina, Michelle Bachelet in Cile, Evo Morales in Bolivia, Fidel Castro e Miguel Diaz-Canel a Cuba, Luiz Inácio Lula da Silva in Brasile, Daniel Ortega in Nicaragua, Rafael Correa in Ecuador e José Mujica in Uruguay. Questi sforzi hanno portato alla creazione dell'Unione delle nazioni sudamericane (UNASUR, 2008) e della Comunità degli Stati dell'America Latina e dei Caraibi (CELAC, 2010).
Un nuovo grande impulso allo sforzo di integrazione si ebbe a partire dalla presidenza di Andres Manuel Lopez Obrador in Messico.

## Organizzazioni
Vi sono numerose organizzazioni partecipate da varie nazioni dell'America Latina al fine di consolidare la collaborazione. La più numerosa in termini di Stati membri è la CELAC, che include tutte le 33 nazioni del continente.
| Organizzazione                                                       | Stati membri | Sede            | Fondazione                                      |
| -------------------------------------------------------------------- | ------------ | --------------- | ----------------------------------------------- |
| Università delle Indie Occidentali                                   | 17           | Kingston        | 1948                                            |
| Sistema dell'integrazione centroamericana (SICA)                     | 6            | varie           | diversi organismi fondati tra il 1960 e il 2006 |
| Parlamento latinoamericano                                           | 23           | Città di Panama | 1964                                            |
| Organizzazioni degli stati dei Caraibi orientali (OECS)              | 9            | Castries        | diversi organismi fondati tra il 1967 e il 1981 |
| Sistema andino di integrazione (SAI)                                 | 8            | varie           | diversi organismi fondati tra il 1968 e il 2001 |
| Comitato intergovernativo dei Paesi della Conca della Plata          | 5            | Buenos Aires    | 1968                                            |
| Trattato per la denuclearizzazione dell'America latina e dei Caraibi | 21           | -               | 1969                                            |
| Banca di sviluppo dei Caraibi (CDB)                                  | 19           | Bridgetown      | 1969                                            |
| Comunità dei Caraibi (CARICOM)                                       | 15           | varie           | diversi organismi fondati tra il 1973 e il 2005 |
| Organizzazione latinoamericana dell'energia (OLADE)                  | 27           | Quito           | 1973                                            |
| Sistema economico latinoamericano e dei Caraibi (SELA)               | 28           | Caracas         | 1975                                            |
| Associazione latinoamericana di integrazione (ALADI)                 | 13           | Montevideo      | 1980                                            |
| Sistema regionale di sicurezza                                       | 7            | Christ Church   | 1982                                            |
| Mercato comune del Sud (MERCOSUR)                                    | 5            | Montevideo      | 1991                                            |
| Associazione degli stati dei Caraibi (AEC)                           | 25           | Porto di Spagna | 1994                                            |
| Organizzazione del trattato di cooperazione amazzonica (OTCA)        | 8            | Brasilia        | 1995                                            |
| Alleanza bolivariana per i popoli della nostra America (ALBA)        | 9            | Caracas         | 2004                                            |
| Petrocaribe                                                          | 18           | Caracas         | 2005                                            |
| Gruppo di azione finanziaria dell'America latina (GAFILAT)           | 17           | Buenos Aires    | 2006                                            |
| Banca del Sud (BancoSur)                                             | 7            | Caracas         | 2007                                            |
| Progetto di integrazione e sviluppo dell'America centrale (PM)       | 10           | San Salvador    | 2008                                            |
| Unione delle nazioni sudamericane (UNASUR)                           | 14           | Cochabamba      | 2008                                            |
| Comunità degli stati latinoamericani e dei Caraibi (CELAC)           | 33           | -               | 2010                                            |
| Alleanza del Pacifico (AP)                                           | 4            | -               | 2011                                            |
| Forum per il progresso e lo sviluppo dell'America del Sud (ProSur)   | 8            | -               | 2019                                            |